# Fiberglas
Fiberglas (ang. glass-reinforced plastic - GRP ali GFRP, nem. Glasfaserverstärkter Kunststoff - GFK) je lahek in močan kompozitni material - sestavljen je iz  plastike (polimer), ki je ojačana s steklenimi vlakni.
Plastika je lahko duromer (termoset) - najpogosteje se uporablja epoksi, poliester, vinilester ali pa termoplastiko.
Fiberglas je močan in lahek material, zato se uporablja na številnih področjih. Ni sicer tako močan kot karbonska vlakna, je pa manj krhek in materiali za izdelavo so cenejši. Fiberglas se da sorazmerno lahko oblikovati v želeno obliko.
Za razliko od steklenih vlaken, ki se uporabljajo za insulacijo mora biti fiberglas steklo povsem brez defektov. 

## Uporaba
- Deske za surfanje
- Jadralna letala, potniška letala
- Čolni, kajaki
- Trup minolovcev oz. minoiskalcev
- V arhitekturi, kjer je potrebna majhna teža
- Kolesa visokega cenovnega razreda
- Rezervoarji in cevi
- Športni avtomobili kot npr. Anadol, Reliant, Quantum Quantum Coupé, Chevrolet Corvette, Studebaker Avantid,DeLorean DMC-12
- Velomobil
- Čelade